# Sikorsky CH-53 Sea Stallion
CH-53 Sea Stallion (n.đ. 'Tuấn mã biển') là tên gọi thông dụng của trực thăng siêu tải S-65 do Tập đoàn máy bay Sikorsky sản xuất.Được sử dụng trong lực lượng Thủy quân Lục chiến Hoa Kỳ và sau này là quân đội Đức,Iran,Israel và Mexico.Một biến thể của CH-53 là HH-53 "Super Jolly Green Giant" được Không lực Hoa Kỳ sử dụng trong Chiến tranh Việt Nam,biến thể này về sau được nâng cấp lên chuẩn MH-53 Pave Low.
Về sau,hãng Sikorsky thiết kế một phiên bản mới cải tiến mang mã danh S-80E với tải trọng lớn hơn, nó hoạt động trong quân đội Hoa Kỳ với tên CH-53E Super Stallion và thay thế CH-53 cũ trong vai trò trực thăng siêu tải trọng

## Lịch sử phát triển
Năm 1960, lực lượng Thủy quân Lục chiến Hoa Kỳ bắt đầu tìm kiếm một trực thăng vận tải mới thay thế cho loại HR2S sử dụng động cơ píttông 5 thì Pratt & Whitney R-2800. Từ ngày 27 tháng 1 năm 1961, Thủy quân lục chiến cùng với 3 binh chủng khác của quân đội Hoa Kỳ bắt đầu nghiên cứu dự án chế tạo máy bay vận tải lên thẳng về sau này trở thành loại máy bay cánh thẳng có trục cánh xoay được, mang tên mã là XC-142A. Tuy nhiên về sau các đối tác dần dần rút lui khỏi dự án và mặc được đánh giá tốt, XC-124A không bao giờ được sản xuất và triển khai vào quân đội.
Tháng 3 năm 1962, cục vũ khí Hải quân Hoa Kỳ, thể theo yêu cầu của phía Thủy quân Lục chiến, đã yêu cầu cung cấp cho quân đội một loại trực thăng vận tải hạng nặng (Heavy Helicopter Experimental / HH(X)) có tải trọng 8.000 pound (3.600 kg), tầm hoạt động 100 hải lý (190 km; 120 mi) tại vận tốc 150 hải lý trên giờ (280 km/h; 170 mph). HH(X) dự kiến sẽ được dùng trong nhiệm vụ chuyên chở binh lực, cứu hộ, di tản cấp cứu, vận chuyển vũ khí nặng đến trận tuyến.
Để đáp ứng yêu cầu này, hãng Boeing Vertol đề xuất một phiên bản cải sửa của CH-47 Chinook; Kaman Aircraft đề xuất một phiên bản của trực thăng Fairey Rotodyne; và Sikorsky đề xuất một thiết kế dựa trên S-61R với kích thước lớn hơn, 2 động cơ tuốc bin trục General Electric T64 và hệ thống truyền động lấy từ S-64. Mẫu này được đặt tên định danh là S-65. Thiết kế của Kaman bị loại bỏ khi chính phủ Anh ngưng đầu tư vốn cho dự án Rotodyne, trong khi đó hai thiết kể của Boeing Vertol và Sikorsky thì tranh đấu rất quyết liệt cho gói thầu này, trong đó ban đầu Chinook có lợi thế vì nó đã từng được thử thách qua quá trình sử dụng trong quân đội Hoa Kỳ. Tuy nhiên Sikorsky đã đầu tư hết mọi khả năng, quyết tâm chiến thắng trong cuộc cạnh tranh và cuối cùng họ thắng thầu vào tháng 7 năm 1962.

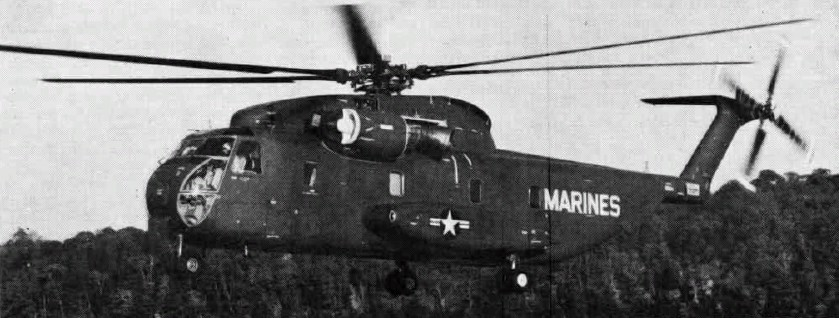
Mẫu thử nghiệm YCH-53A năm 1964

Ban đầu, thủy quân lục chiến tính mua 4 mẫu thử nghiệm nhưng khó khăn tài chính khiến dự định này khó thực hiện. Tuy nhiên Sikorsky vẫn quyết thực hiện bằng được gói thầu và vì vậy họ giảm ước tính về vốn đầu tư cho dự án và tuyên bố chỉ cần 2 mẫu thử nghiệm là có thể xong kế hoạch. Quân đội Mỹ cũng ủng hộ dự án và vào tháng 9 năm 1962 Sikorsky được giao một gói thầu trị giá dưới 10 tỷ Mỹ kim để chế tạo 2 mẫu thử nghiệm "YCH-53A" cùng với 1 mô hình và 1 dàn khung trực thang dành cho việc thử nghiệm trên mặt đất.
Quá trình phát triển trực thăng gặp nhiều trục trặc do thiếu hụt nguồn vốn cũng như do thất bại của các nhà thầu phụ, ngoài ra còn có vấn đề đến từ bộ trưởng quốc phòng thời đó là Robert S. McNamara yêu cầu quân đội phải sử dụng "thống nhất" một hệ trực thăng, tức là sử dụng Chinook thay vì Sikorsky, tuy nhiên phía thủy quân lục chiến cương quyết bảo lưu ý kiến cũ, lấy lý do là mẫu thiết kế của Chinook không đạt một số yêu cầu do họ đưa ra và nếu muốn đạt các yêu cầu đó thì phải tốn rất nhiều chi phí phát triển, cải sửa. Cuối cùng, sau khi xử lý xong các khó khăn phát sinh, mẫu YCH-53A thực hiện chuyến bay đầu tiên tại nhà máy của Sikorsky ở Stratford, Connecticut vào ngày 14 tháng 10 năm 1964, trễ 4 tháng so với hạn định. Trước đó, vào tháng 9 phía thủy quân lục chiến đã đặt hàng sẵn 16 chiếc Sikorsky. Dầu sau, các đợt bay thử nghiệm tiến hành thuận lợi hơn dự kiến và điều này giúp bù đắp phần nào cho thời gian trễ nải trong quá trình phát triển. Mẫu trực thăng này được quân đội đặt tên định danh là "CH-53A Sea Stallion". Việc bàn giao các chiếc CH-53 cho quân đội thực hiện vào năm 1966.
CH-53A tham chiến tại Việt Nam lần đầu tiên vào tháng 1 năm 1967 và tỏ ra hữu dụng, ví dụ nó có thể thu hồi được nhiều máy bay bị bắn hạ hơn cả CH-54. Tổng cộng có 141 chiếc CH-53A được chế tạo, tính cả hai chiếc nguyên mẫu thử nghiệm. Trong đó, 15 chiếc được Thủy quân Lục chiến chuyển giao cho phía Hải quân để thực hiện nhiệm vụ chống thủy lôi. 15 chiếc này trang bị các động cơ T64-GE-413 mạnh hơn và mang mã định danh là "RH-53A".
Hải quân Hoa Kỳ cũng yêu cầu sản xuất một phiên bản CH-53 mang tên là HH-53B vào tháng 9 năm 1966, mẫu này bay lần đầu tiên vào ngày 15 tháng 3 năm 1967. Nó có gắn thêm một vòi tiếp liệu, khoang nhiên liệu phụ, một cần trục cứu hộ và các động cơ. Không quân Hoa Kỳ sử dụng phiên bản HH-53B dành cho nhiệm vụ tìm kiếm tác chiến và cứu hộ (combat search and reascue - CSAR). Mẫu HH-53C cũng là một mẫu tìm kiếm-cứu hộ được cải tiến, với dung chứa 450 galông Mỹ (1.700 L), nhỏ hơn, nhằm tăng hiệu năng tác chiến, cùng với vỏ giáp tốt hơn và hệ thống thông tin liên lạc hiện đại hơn. Mẫu CH-53C cũng giống như vậy nhưng không có vòi tiếp liệu. Nó được không quân Hoa Kỳ sử dụng trong các nhiệm vụ chuyên chở, vận tải nói chung.

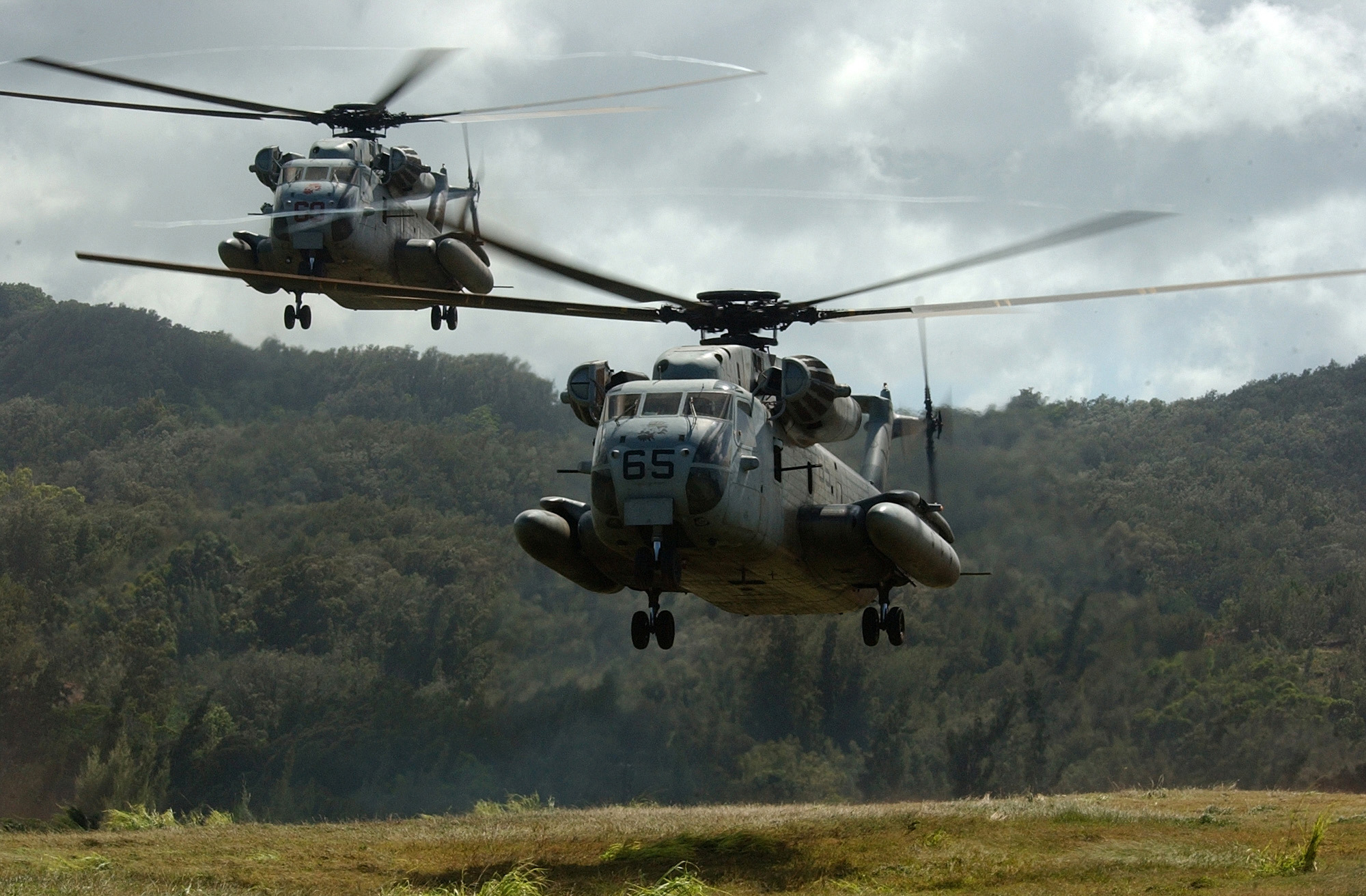
HMH-362 CH-53D đang hạ cánh

Nâng tải nặng trong điều kiện nhiệt đới yêu cầu sức nâng mạnh hơn, vì vậy Hải quân Hoa Kỳ quyết định đặt hàng một phiên bản nâng cấp của Stallion là "CH-53D" với động cơ mạnh hơn, ban đầu là loại T64-GE-412, sau là T64-GE-413. Động cơ mạnh cũng buộc CH-53D phải có một hệ thống truyền động được nâng cấp và nội thất được cải tạo lại để chứa được 55 người. CH-53D bay lần đầu vào ngày 27 tháng 1 năm 1969 và hoạt động cùng với CH-53A cho đến hết chiến tranh tại Việt Nam. Một phiên bản cải sửa dành cho việc chuyên chở các yếu nhân mang tên "VH-53D" với các nội thất sang trọng hơn được Hải quân Hoa Kỳ sử dụng để phục vụ cho các chuyến bay của Tổng thống Hoa Kỳ.
Một phiên bản khác của CH-53D, mang tên là RH-53D, cũng được Hải quân dùng trong công tác rà phá thủy lôi. Nó được trang bị dụng cụ quét mìn, 1 cặp súng máy M2 Browning .50 BMG (12,7 mm) để phá nổ thủy lôi. Có 30 chiếc RH-53D phục vụ trong Hải quân từ năm 1973. Về sau nó được gửi trả lại Thủy quân Lục chiến và hoạt động dưới tên CH-53A.
Trong thập niên 1980, công ty Israel Aircraft Industries cùng với hãng công nghệ quân sự cấp cao Elbit Systems đã tiến hành nâng cấp dàn CH-53 Yas'ur. Dự án nâng cấp kéo dài đến năm 1997 và có nội dung cải thiện hệ thống điện tử, độ bền và kéo dài tuổi thọ thêm ít nhất 2 thập niên. Một đợt nâng cấp khác diễn ra vào cuối thập niên 1990, trong hoàn cảnh chưa có trực thăng hoàn toàn mới nào thay thế cho các mẫu CH-53 hiện có; nội dung của gói nâng cấp cũng bao gồm gia cố, sửa chữa giàn khung và thêm các thiết bị điện tử mới do Israel sản xuất nhằm kéo dài tuổi thọ, tăng cường sức chiến đấu và bổ sung các tính năng mới cho trực thăng. Israel hy vọng là các trực thăng Yasur sẽ có khả năng hoạt động cho đến năm 2025.
Năm 1989, một số chiếc CH-53A đã ngừng hoạt động trong Thủy quân Lục chiến chuyển sang phục vụ trong công tác huấn luyện của Không quân với tên hiệu mới là "TH-53As". Phiên bản này bị gỡ bỏ phần lớn các trang thiết bị tác chiến và sơn màu ngụy trang của Không quân.

## Thiết kế

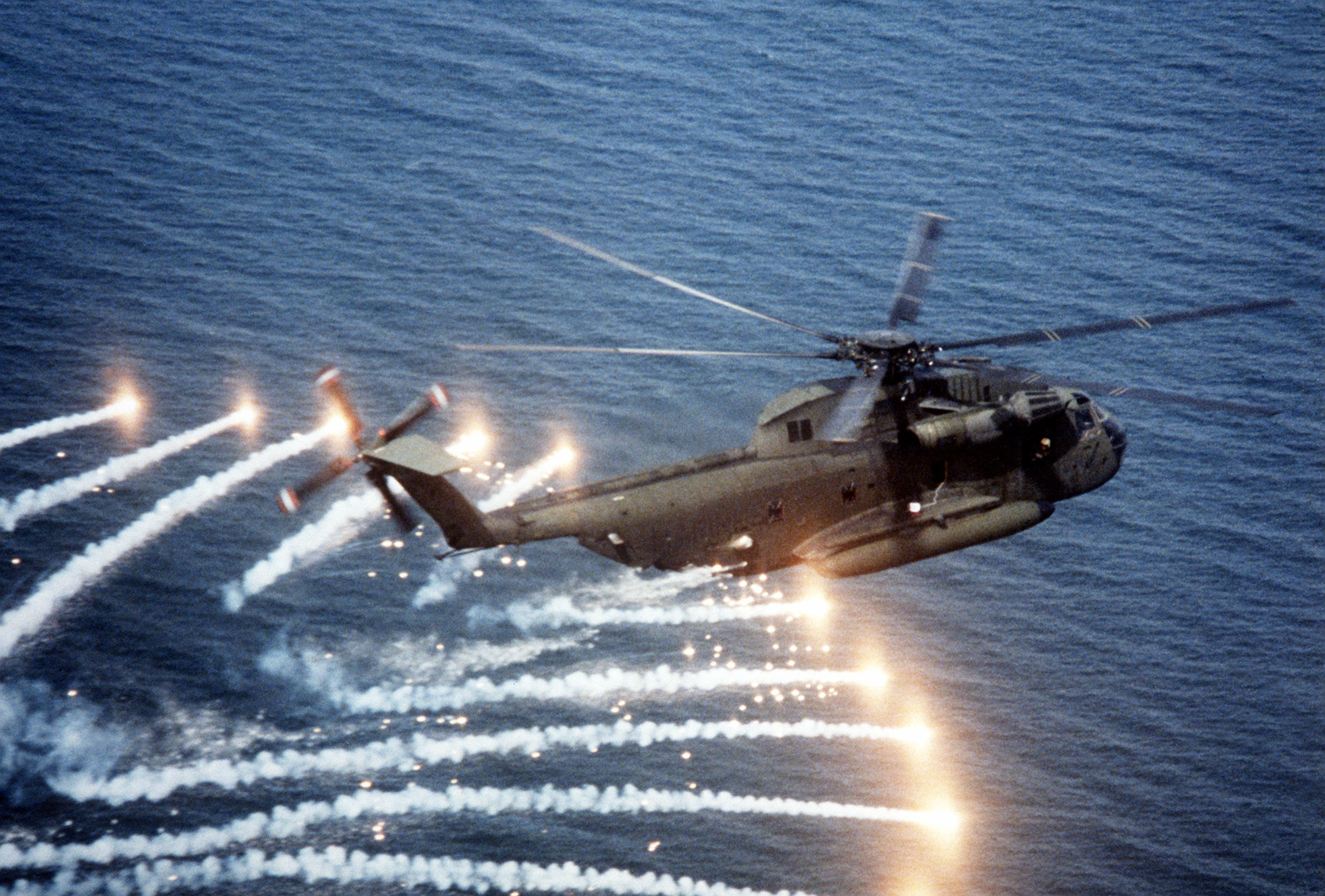
CH-53D phóng mồi nhiệt, ảnh chụp tại Căn cứ Không quân Hải quân sông Patuxent, năm 1982.

Thân của CH-53 có thiết kế gần giống như của Sikorsky S-61R. Cửa ra vào dành cho hành khách nằm ở bên phải thân máy bay, sau buồng lái, và thang lên máy bay kiêm cửa sập nằm ở phía sau. Thân máy bay được thiết kế kín nước, mặc dù nó không được chủ ý sử dụng do hoạt động lội nước và chỉ đáp lên mặt nước trong trường hợp khẩn cấp. Hệ thống điều khiển bay bao hàm ba hệ thống thủy lực độc lập. Khoang chở lính, buồng lái phi công và những nơi trọng yếu được bọc giáp. Tổ lái của CH-53A bao hàm 4 người: phi công chính, phi công phụ, chỉ huy, và hoa tiêu máy bay. Máy bay chở được 38 lính, 24 cáng cứu thương cùng với đồ nghề y tế, khoang chứa được 8.000 pound (3.600 kg) hành lý và khoang phụ treo ngoài máy bay chứa được 13.000 pound (5.900 kg) hàng. Vũ khí của CH-53A là 2 súng máy 7,62 ly M60 nằm 2 bên thân máy bay.
CH-53A có bộ cánh quạt nâng 6 lá và cánh quạt đuôi 4 lá,  thiết kế dựa trên cấu hình từng sử dụng ở trực thăng S-64 Skycrane. Đuôi và hệ thống cánh quạt nâng có thể xếp gọn để tiết kiệm chỗ trên sân bay của tàu chiến. Ban đầu, CH-53 sử dụng 2 động cơ tuốc bin trục General Electric T64-6 mỗi cái cung cấp công suất 2.850 mã lực càng (2.130 kW) và được gắn ở phần trên của thân. Về sau nó được trang bị động cơ T64-1 3.080 shp (2.300 kW) và T64-16 3.485 shp (2.599 kW). Phiên bản HH-53B sử dụng động cơ T64-3 3.080 shp (2.300 kW).
CH-53D sử dụng các động cơ mới hơn, ban đầu là T64-GE-412 3.695 shp (2.755 kW), sau đó là T64-413 3.925 shp (2.927 kW), cùng với hệ thống truyền động được nâng cấp. Khoang chở lính được bố trí thêm ghế ngồi để có thể chở 55 người. Vũ khí là 2 súng máy M2 hoặc XM218 cỡ nòng .50 BMG (12,7 mm). Sau này CH-53D cũng được trang bị thêm các thiết bị bảo vệ tỉ như thiết bị phóng bụi kim loại gây nhiễu xạ AN/ALE-39 hay mồi nhiệt AN/ALQ-157.
Các phiên bản mới hơn nữa của CH-53D tích hợp hệ thống kiểm tra tình trạng của cánh quạt (Blade Inspection Method - BIM) có khả năng phát hiện các vết nứt hay hư hại của cánh quạt nâng. Cơ chế hoạt động của BIM bao hàm việc bơm đầy khí nitơ vào phần bên trong của cánh quạt và nếu cánh quạt có hư hại thì áp suất không khí của khoang bên trong sẽ sụt giảm do rò rỉ không khí. Hệ thống BIM được kết nối với màn hình hiển thị ở buồng lái. Hệ thống này giúp loại bỏ công đoạn hoán đổi cánh quạt máy bay theo kỳ hạn.

## Các biến thể và phiên bản

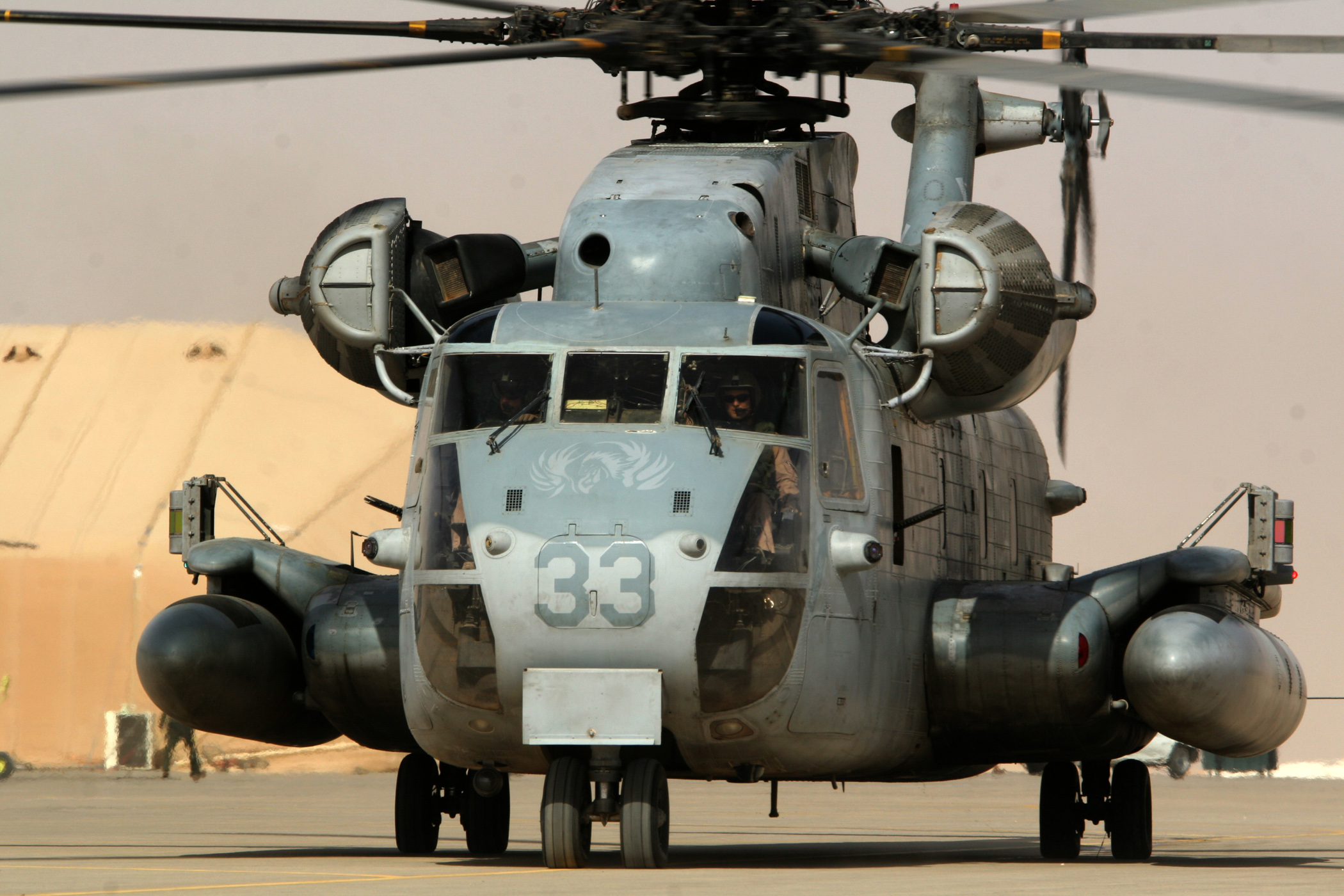
CH-53D ở Iraq, tháng 6 năm 2006

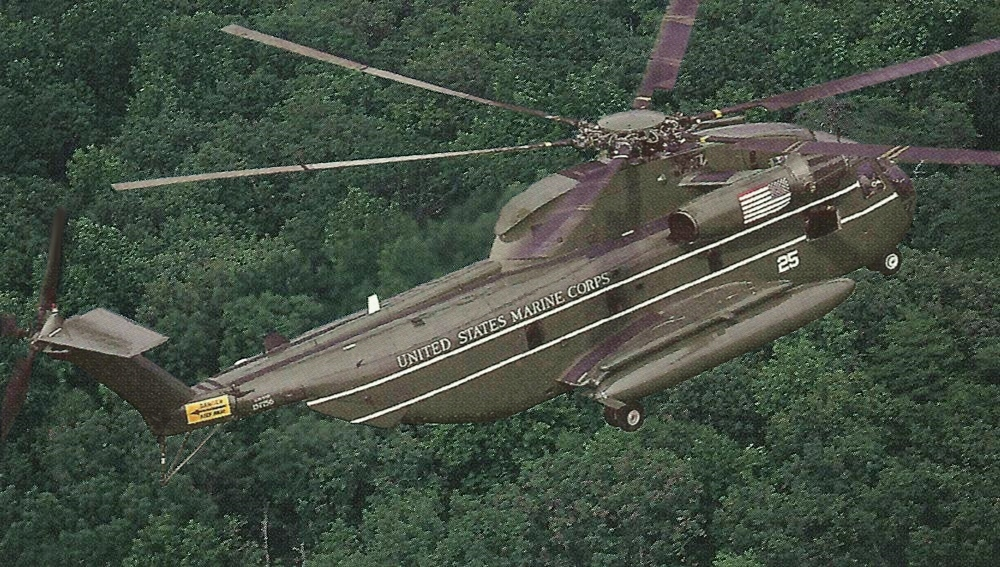
VH-53D trong biên chế của phi đoàn HMX-1

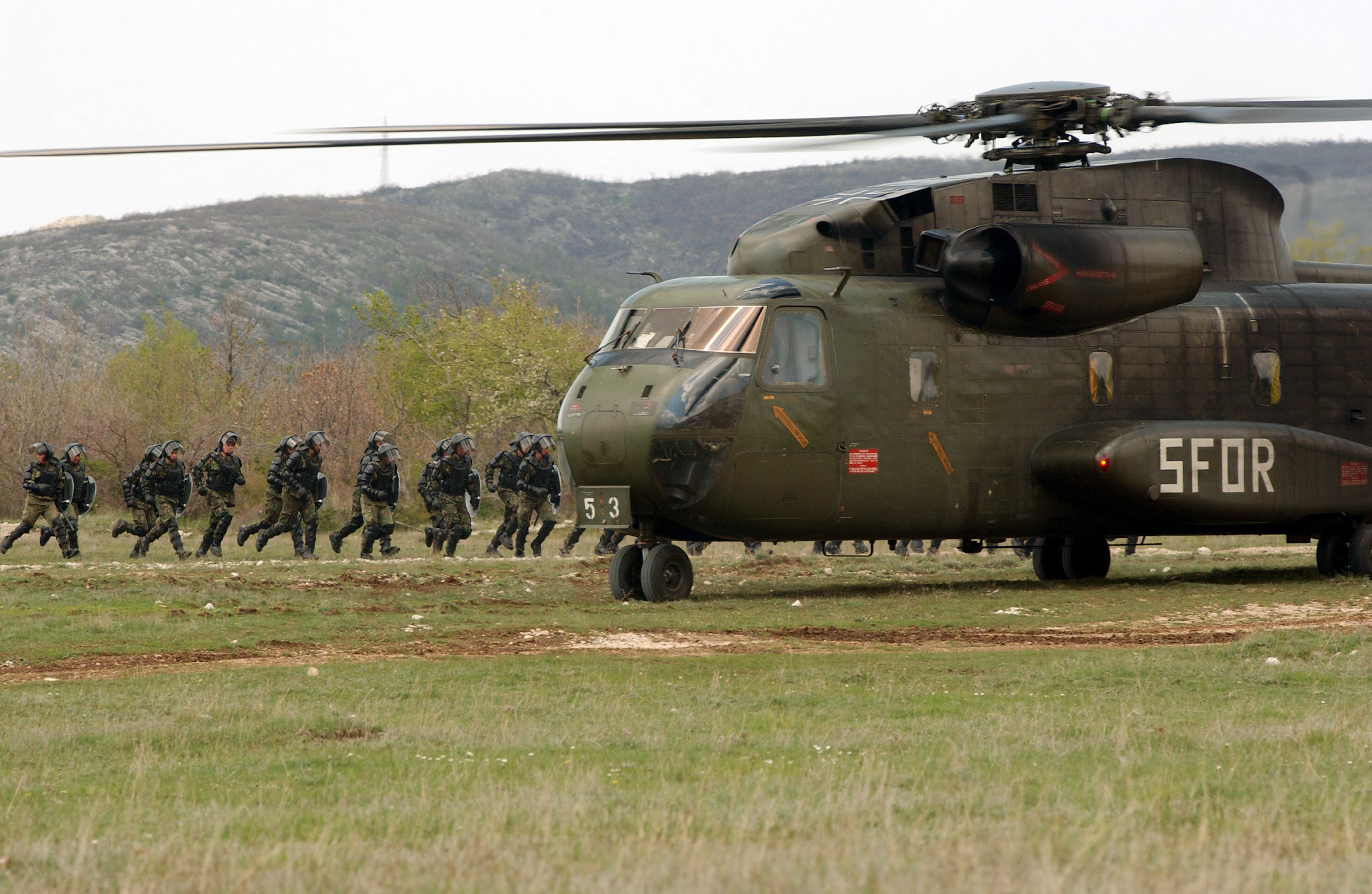
CH-53G của Quân đoàn Không lực Đức đang thực hiện một nhiệm vụ ở Bosnia

- YCH-53A: Phiên bản thử nghiệm với động cơ T64-GE-3 công suất 2.850 shp (2.130 kW). Số lượng 2 chiếc.
- CH-53A: Phiên bản đời đầu dùng cho Thủy quân Lục chiến Hoa Kỳ. 139 chiếc đã được sản xuất.
  - RH-53A: Phiên bản CH-53A nâng cấp sử dụng 2 động cơ T64-GE-413 3.925 shp (2.927 kW) cùng với hệ thống quét mìn dành cho phi cơ. 15 chiếc đã được nâng cấp lên chuẩn RH-53.
  - TH-53A: Phiên bản CH-53A dùng cho huấn luyện trong Không lực Hoa Kỳ.
    - HH-53 Pave Low: phiên bản dùng cho Không lực Hoa Kỳ.
- CH-53D: Phiên bản nâng cấp với hệ thống truyền động cải tiến, khoang chở lính lớn hơn (55 người) và cánh quạt quay tự động, phiên chế cho Thủy quân Lục chiến Hoa Kỳ. 126 chiếc được sản xuất.
- RH-53D: Phiên bản chống mìn của CH-53D, dùng cho Hải quân Hoa Kỳ, trang bị súng máy 0,50 và hệ thống nạp nhiên liệu trên không. 30 chiếc được chế tạo cho Hải quân. Quân đội Hoàng gia Iran trước năm 1979 đã nhận được 6 chiếc RH-53D.[3]
  - VH-53D: Phiên bản chuyên chở các yếu nhân trong đội ngũ Thủy quân Lục chiến. 2 chiếc được chế tạo.
  - VH-53F: Phiên bản dùng để chuyên chở các yếu nhân.[9]
  - CH-53G: Phiên bản CH-53D dành cho Quân đoàn Không lực Đức. Mã định danh nguyên thủy của Sikorsky là S-65C-1.[10] Tổng cộng có 112 chiếc được chế tạo, trong đó có 2 chiếc chế tạo trước khi sản xuất đại trà, 20 chiếc lắp ráp bởi VFW-Fokker và 90 chế tạo bởi Speyer.[11] Tính đến năm 2007, 89 chiếc CH-53G vẫn đang hoạt động trong quân đội Đức, và đến năm 2014 dự kiến sẽ duy trì 80 chiếc. Các trực thăng CH của Đức dự kiến sẽ được thay thế các động cơ T64-100 mới dần dần trong 3 đợt, trong đó đợt 1 đã hoàn tất, đợt 2 đang tiến hành và đợt 3 sẽ triển khai khi có đầy đủ nguồn vốn. Tất cả sẽ được nâng cấp với thiết bị nhìn hồng ngoại.[12]
    - CH-53GS: Phiên bản nâng cấp của 20 chiếc CH-53G trong cuối thập niên 1990, tích hợp thiết bị chống tên lửa phòng không, nâng cấp hệ thống thông tin, liên lạc, định vị, gắn thêm 2 khoang nhiên liệu phụ bên ngoài.[11] Về sau chúng được trang bị lô đầu tiên của các động cơ T64-100 để hoạt động trong điều kiện khô nóng khắc nghiệt (vd Afghanistian) và các súng máy MG3, M3M.[13] Một gói nâng cấp khác dành cho 26 trực thăng đã được đặt hàng để cung cấp khả năng tìm kiếm và cứu hộ.[14][15][16]
      - CH-53GE: phiên bản thiết kế dựa trên CH-53GS, tích hợp hệ thống tác chiến tìm kiếm cứu hộ (combat search-and-rescue - CSAR).[14] Về sau phiên bản này được nâng cấp thêm với hệ thống điện tử hiện đại, hệ thống bảo vệ chủ động và hệ thống lọc bụi dành cho động cơ. Gói nâng cấp này được yêu cầu cho mục đích triển khai quân đội ở Afghanistan.[13]

    - CH-53GA: gói nâng cấp dành cho 40 chiếc CH-53G với khoang điều khiển mới, hệ thống điều khiển mới, hệ thống tự động lái, định vị, liên lạc, hệ thống bảo vệ chống tên lửa phòng không, thiết bị nhìn hồng ngoại, khoang nhiên liệu phụ gắn bên ngoài. Bay lần đầu tiên vào tháng 2 năm 2010.[17] Toàn bộ gói nâng cấp dự kiến sẽ hoàn tất vào năm 2013.[18]

  - CH-53E Super Stallion: phiên bản phát triển từ CH-53 cũ với 3 động cơ và 7 cánh quạt nâng.
- S-65C-3 Yas'ur: phiên bản xuất khẩu dành cho Không quân Israel.[10] Biến thể nâng cấp Yas'ur 2000 được quân đội Israel triển khai nhằm kéo dài tuổi thọ của các trực thăng này vượt quá năm 2000. Biến thể nâng cấp Yas'ur 2025 trang bị thêm các hệ thống điện tử mới và hộp số mới.[19] Hiện có 18 chiếc 2000 và 5 chiếc 2025 hoạt động trong quân đội Israel.[20]
- S-65Öe: phiên bản xuất khẩu dành cho Không quân Áo. Tên định danh của Sikorsky là S-65C-2.[10]

## Các quốc gia sử dụng

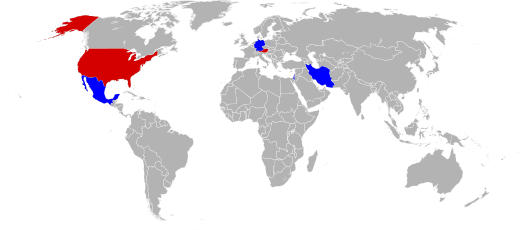
Các quốc gia đang sử dụng CH-53 Sea Stallion (màu xanh) và từng sử dụng nó (màu đỏ).

Đức
- Không quân Đức[21]

 Iran
- Hải quân Cộng hòa Hồi giáo Iran[21]

 Israel
- Không quân Israel[21]

### Các quốc gia/đơn vị từng sử dụng
Áo
- Không quân Áo[22]

 Đức
- Quân đoàn Không lực Đức[23][24]

 México
- Không quân México[21]

 Hoa Kỳ
- Không lực Hoa Kỳ (phiên bản MH-53 Pave Low)
- Thủy quân Lục chiến Hoa Kỳ [1]
- Hải quân Hoa Kỳ[25]

## Thông số kỹ thuật (CH-53D)

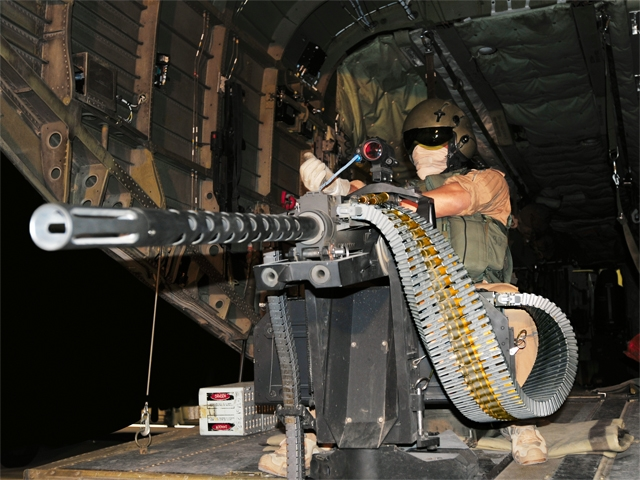
Một người lính của quân đội Đức đang điều khiển khẩu súng máy trên CH-53

Nguồn tham khảo: Deagel.com, U.S. Navy history, International Directory, US Navy Fact File
- Phi hành đoàn: 2 phi công, 1 chỉ huy
- Sức chứa: 38 người (sau nâng cấp là 55 người), 24 cáng cứu thương
- Chiều dài: 88 ft 6 in (26,97 m)
- Đường kính rôto: 72 ft 2.8 in (22,01 m)
- Chiều cao: 24 ft 11 in (7,6 m)
- Diện tích đĩa dẫn động: 4098,1 sq ft (380,48 m²)
- Loại cánh: NACA 0011 MOD
- Khối lượng rỗng: 23.628 lb (10.740 kg)
- Khối lượng tải đầy: 33.500 lb (15.227 kg)
- Tải trọng hữu ích: 8.000 lb (3.630 kg)
- Khối lượng cất cánh tối đa: 42.000 lb (19.100 kg)
- Động cơ: 2 động cơ tuốc bin trục General Electric T64-GE-413, mỗi động cơ 3.925 mã lực (2.927 kW)
- Chiều rộng (cánh thân): 28 ft 4 in (8,64 m)
- Chiều rộng (thân): 15 ft 6 in (4,7 m)
- Hệ thống rôto: 6 cánh quạt nâng
- Tốc độ tối đa: 170 dặm biển/giờ (196 dặm/giờ, 315 km/h)
- Tốc độ bay hành trình: 150 dặm biển/giờ (173 dặm/giờ, 278 km/h)
- Tầm hoạt động: 540 dặm biển (1.000 km)
- Tầm tác chiến: 542 dặm (868 km)
- Tầm bay tải hàng: 886 dặm biển (1.640 km)
- Trần bay: 16.750 ft (5.106 m)
- Tốc độ lên cao: 2.460 ft/phút (12,5 m/s)
- Tải trọng đĩa dẫn động: 8,95 lb/feet vuông